# عليق (جنس)
العِلّيَق أو التوت البري أو العُلَّيْق أو العَوْسَج أو البَاطُس أو الشَّوْكَل جنس نباتي يتبع الفصيلة الوردية ويضم عدة أنواع أهمها:
- العليق الأوروبي (باللاتينية: Rubus idaeus)
- العليق الشجيري (باللاتينية: Rubus fruticosus)
- عليق قاسي الأوبار (باللاتينية: Rubus strigosus)
- عليق أحمر الهلب
- عليق الشمال
- عليق زعروري الأوراق
- عليق عطر
- عليق لذيذ الشمول
- عليق مداد

## من أنواعهالواطنةفيالوطن العربي
- العليق الرمادي (باللاتينية: Rubus canescens) في بلاد الشام
- العليق السماوي (باللاتينية: Rubus caesius) في بلاد الشام
- العليق المقدس (باللاتينية: Rubus sanctus) في بلاد الشام